# Ruine Mandelberg
Die Ruine Mandelberg, auch Ruine Mantelberg genannt, ist die Ruine einer Höhenburg 570 m ü. NN im Ortsteil Bösingen der Gemeinde Pfalzgrafenweiler im Landkreis Freudenstadt in Baden-Württemberg über dem Tal der Waldach. Von der Burg sind noch der als Aussichtsturm genutzte Bergfried und Teile der Grundmauern vorhanden.

## Geschichte

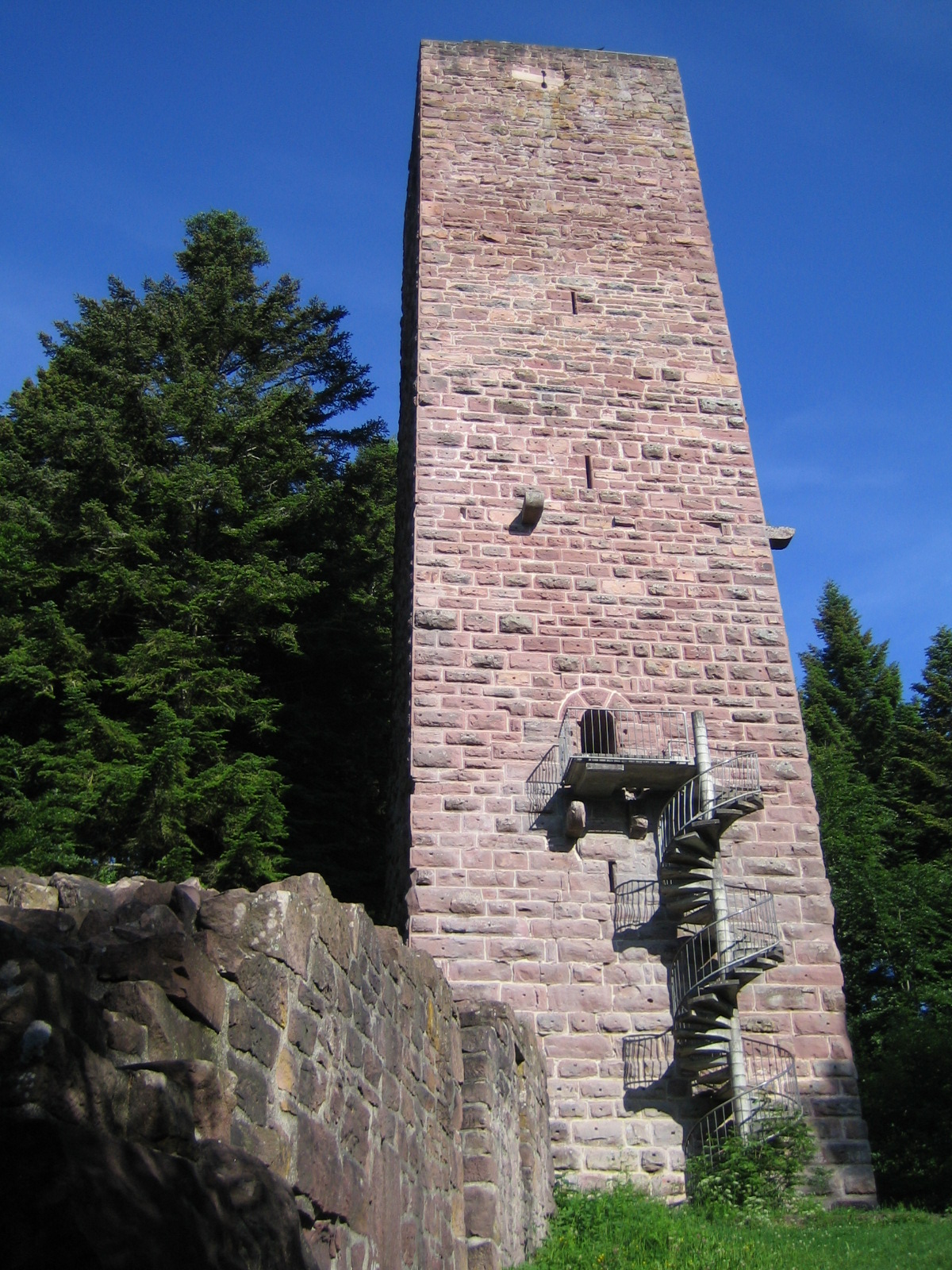
Bergfried der Ruine Mandelberg

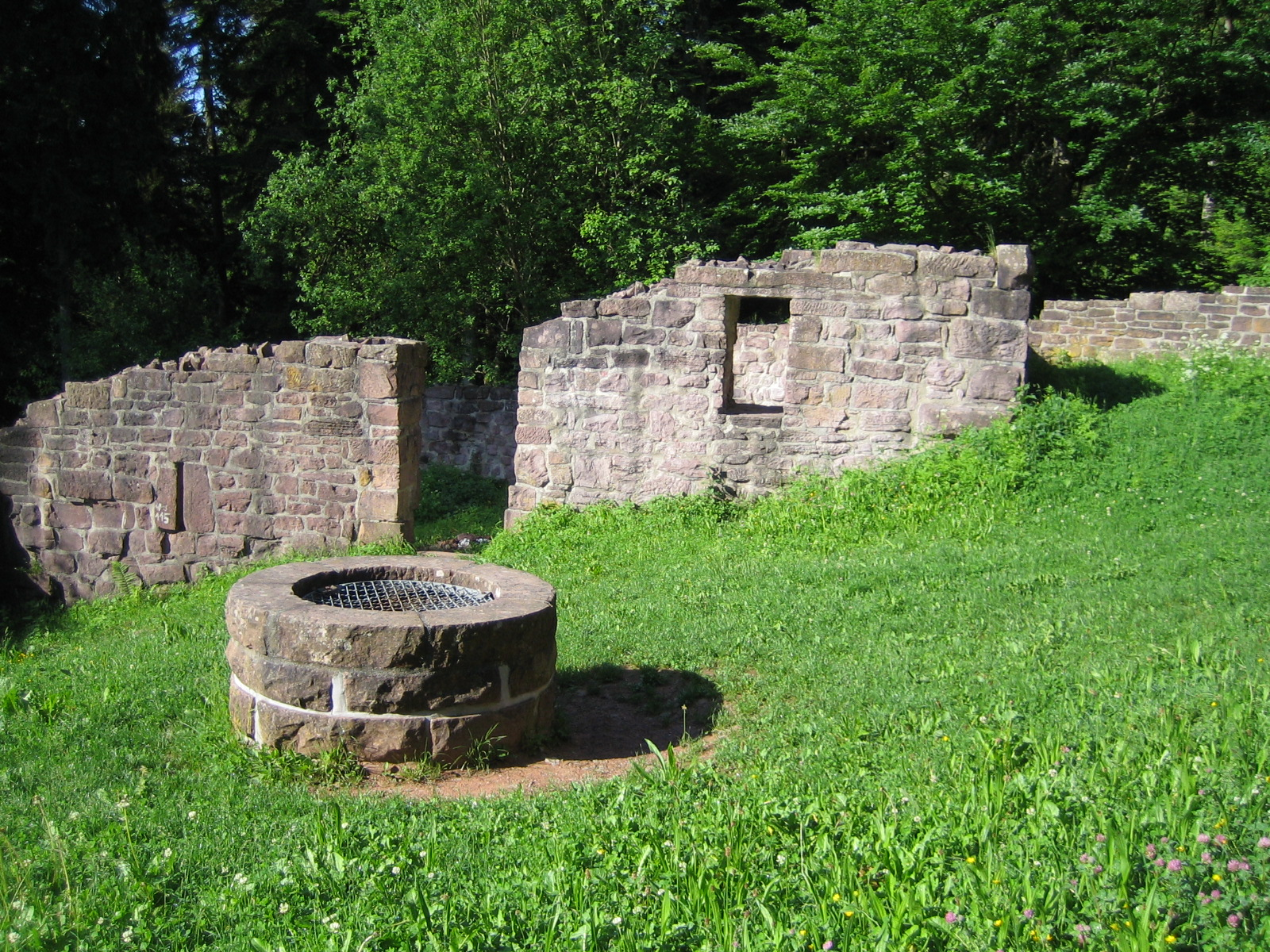
Palas und Zisterne

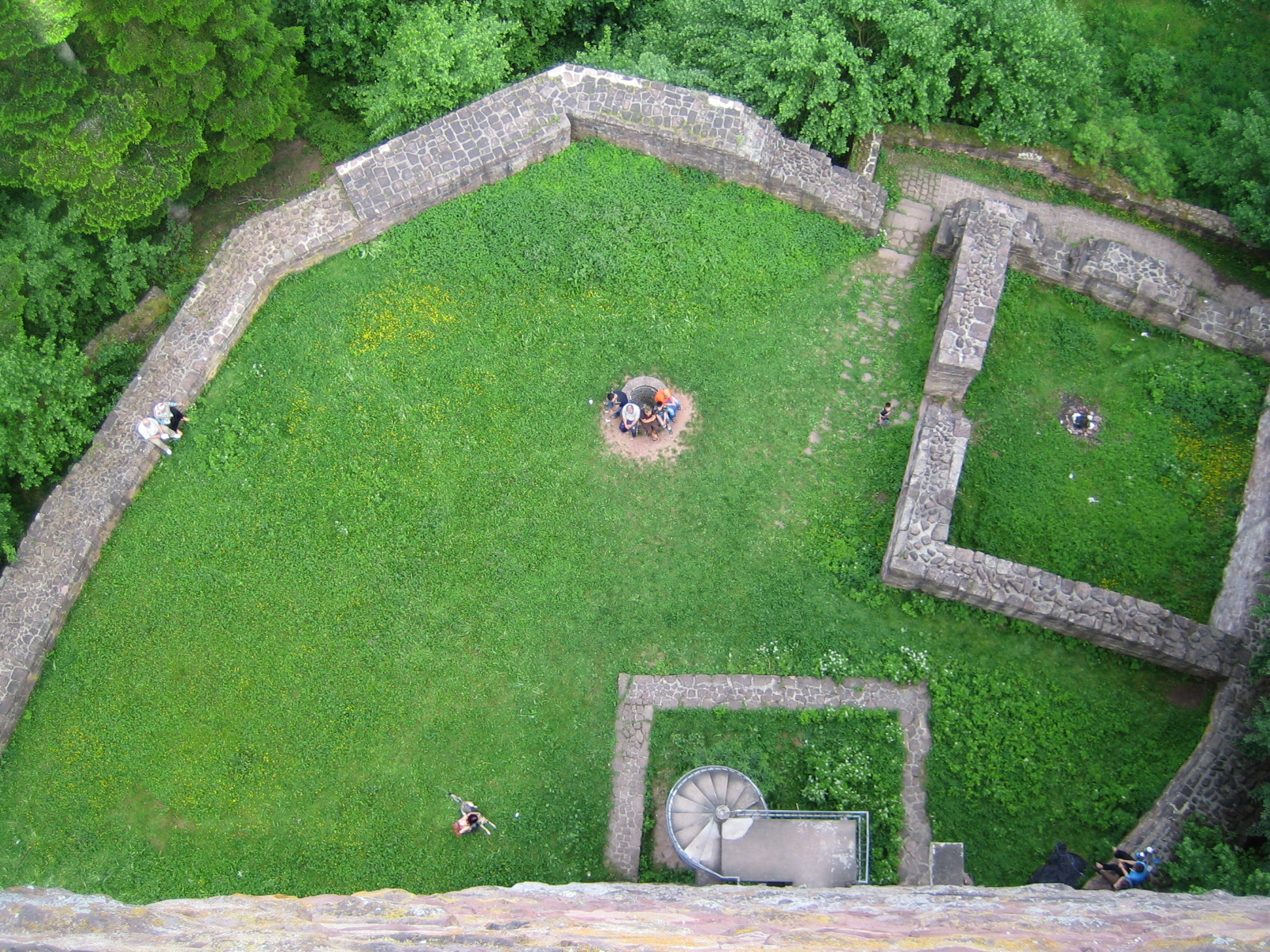
Burghof mit Palas, Zisterne und Schildmauer

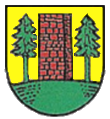
Bergfried im Wappen von Bösingen

Archäologische Ausgrabungen zeigten, dass eine Vorgängeranlage im 11. Jahrhundert errichtet wurde. Urkundlich erwähnt wird die Burg erstmals 1287. Graf Wolf von Eberstein kaufte 1385 für 1000 Gulden den Bau von Hans Müller von Mandelberg ab. Bereits 1387 war der Besitzer Markgraf Rudolf von Baden. Die Burg selbst brannte in den Bauernaufständen im Jahr 1525 völlig aus und wurde nicht wieder aufgebaut. 1970 kaufte die Gemeinde Pfalzgrafenweiler die Gebäudereste. Der 35 Meter hohe Bergfried wurde 1975 renoviert und begehbar gemacht. Für die in Quellen genannte Zerstörung der Burg 1525 konnten archäologische Nachweise erbracht werden. Spuren für eine Nutzung der Burg nach 1525 konnten nicht gefunden werden.

## Anlage
Die archäologischen Untersuchungen ergaben, dass die Burg in drei Phasen erbaut und ausgebaut wurde. Die erste Anlage, bestehend aus Holz- oder Fachwerkgebäuden, dürfte im späten 11. Jahrhundert erbaut und bis Mitte des 13. Jahrhunderts genutzt worden sein. Zum Ende der Nutzungszeit wurde die weitaus größere zweite Burg errichtet. Die Anlage hatte einen mandelförmigen Grundriss mit einer Ausdehnung von 45 auf 32,5 Metern. Im Westen des Geländes steht der noch heute erhaltene, nahezu quadratische Bergfried. Die Mauer von diesem Turm bis zur Nordecke der Anlage, vermutlich eine Schildmauer, wurde, ebenso wie die in südlicher Richtung an den Bergfried anschließende Mauer, erst nachträglich errichtet. Diese Mauern trugen einen Wehrgang. Die damalige innere Bebauung ließ sich nicht mehr feststellen, da Mitte des 15. Jahrhunderts ein weiterer Ausbau erfolgte. Eine Zisterne wurde bereits im 14. Jahrhundert angelegt, beim Ausbau im 15. Jahrhundert wurde an der Südecke ein neuer Palas errichtet, in der Nordecke möglicherweise ein Wirtschaftsgebäude. Ebenfalls im 15. Jahrhundert dürfte der Zwinger an der Ostseite erbaut worden sein. Dieser wurde später teilweise erneuert. Angenommen wird, dass die Burg spätestens um 1500 vollständig von einem Zwinger umgeben gewesen sein dürfte.

## Denkmalschutz
Die Ruine ist ein Kulturdenkmal nach dem Denkmalschutzgesetz des Landes Baden-Württemberg (DSchG). Nachforschungen und gezieltes Sammeln von Funden sind genehmigungspflichtig, Zufallsfunde sind an die Denkmalbehörden zu melden.